# Геологічний комітет

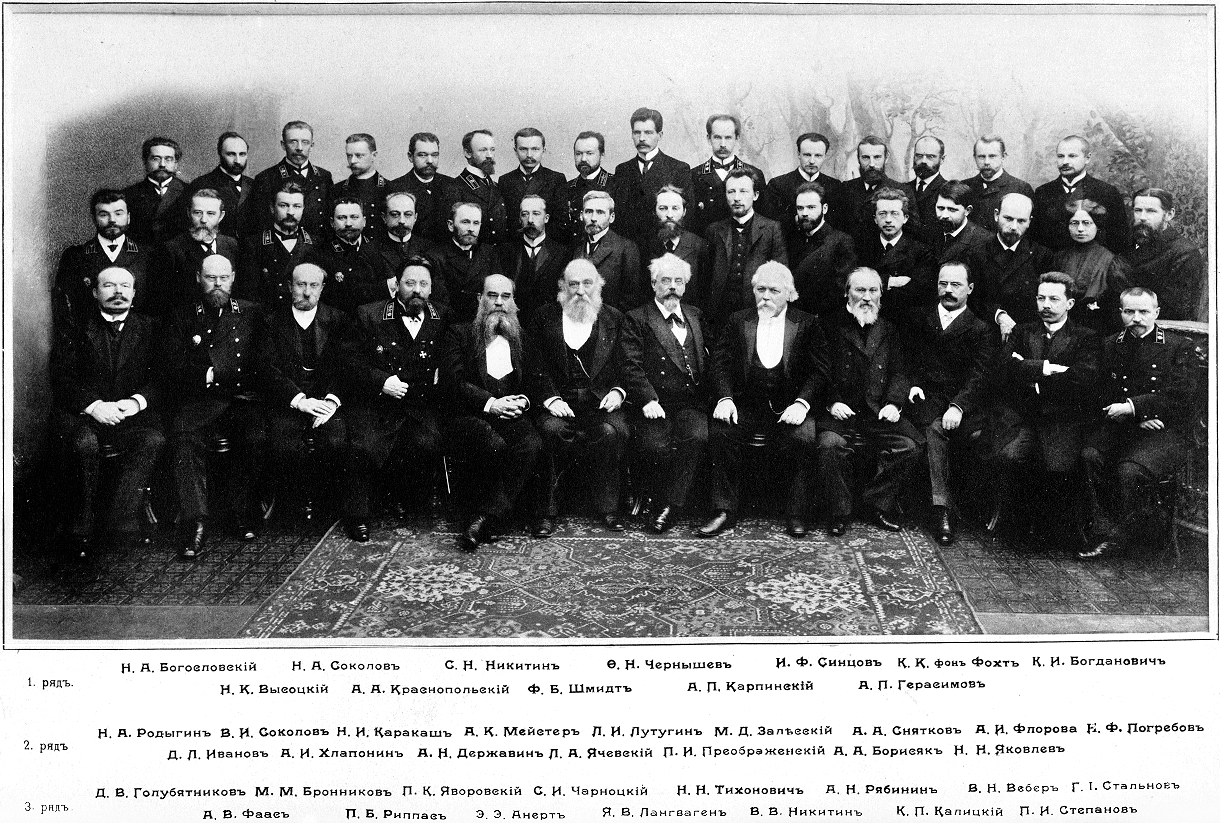
Геологічний комітет, 1907

Геологі́чний коміте́т — перша державна геологічна установа в Російській імперії, заснована 1882 року в Петербурзі.
Перед комітетом стояло завдання проводити геологічні дослідження на території Російської імперії та виявляти мінеральні багатства її надр.
Геологічний комітет проіснував до 1930 року, коли з нього було утворено низку науково-дослідних інститутів та інших установ.